# César Ortiz-Echagüe

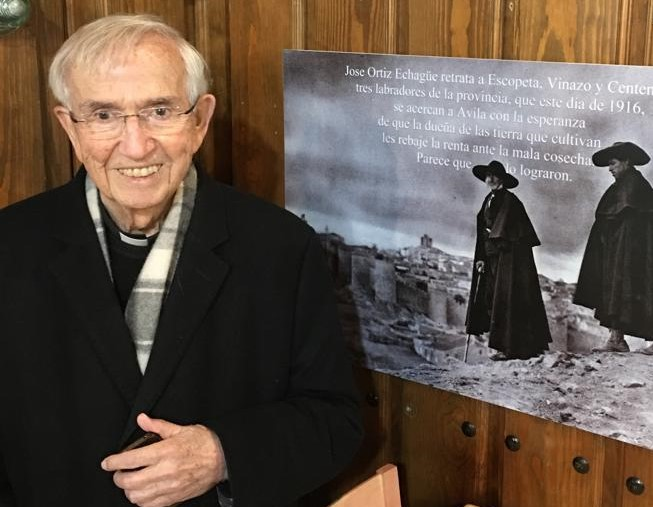
César Ortiz-Echagüe, 2017

César Ortiz-Echagüe Rubio (* 13. Januar 1927 in Madrid) ist ein spanischer Architekt, Hochschullehrer und leitender Funktionär der römisch-katholischen kirchlichen Vereinigung Opus Dei. Er war seit 1945 ein Mitarbeiter des Gründers Josemaría Escrivá, baute in den 1950er Jahren unter anderem die Seat-Werke seines Vaters in Spanien, wurde nach Escrivás Tod 1983 zum Priester geweiht und leitete von 1984 bis 1996 die deutsche Sektion des Opus Dei als Prälat.

## Leben
César Ortiz-Echagüe wurde als viertes von acht Kindern des Ingenieurs, Fotografen und Unternehmers José Ortiz-Echagüe (Gründer des Flugzeugbauers CASA und des Autobauers Seat) geboren. Sein Onkel war der Maler Antonio Ortiz-Echagüe.
Nach dem Besuch der Deutschen Schule in Madrid studierte er ab 1947 Architektur an der Architekturschule Madrid (ETSAM). Mit seinem Abschlussprojekt gewann er 1952 den Jahrespreis der Real Academia de Bellas Artes de San Fernando. Anschließend war er als Architekt in Madrid tätig. Von 1955 bis 1967 arbeitete er in einem Partnerbüro mit Rafael Echaide. Er baute die Architekturschule an der Opus-Dei-Universität Navarra in Pamplona auf und wurde dort 1967 außerordentlicher Professor. 1977 gab er seinen Beruf auf und widmete sich ganz den Führungsaufgaben im Opus Dei.
Für seine Bauten wurde er mehrfach ausgezeichnet. 1957 erhielt er den US-amerikanischen Reynolds Memorial Award für Aluminiumbauten des American Institute of Architects und 1974 wurde er korrespondierendes Mitglied der Bayerischen Akademie der Schönen Künste. Er war ab 1962 für mehr als ein Jahrzehnt Mitarbeiter der Schweizer Architekturzeitschrift Werk, für die er Artikel über zeitgenössische spanische Architektur in deutscher Sprache verfasste.
Die Bauten von Ortiz-Echagüe und Echaide folgten der rationalen Architekturauffassung eines  Mies van der Rohe. Nach ihren Entwürfen wurden die SEAT-Werke in Barcelona und zahlreiche SEAT-Gebäude in Madrid und Sevilla gebaut. Für die Banco Popular Español, deren Führung dem Opus-Dei angehörte, planten sie 1958 die neue Hauptfiliale in Madrid und weitere Filialen, wobei neue technische und ästhetische Standards umgesetzt wurden. Später entwarfen die Gebäude der Schule für Technisches Zeichnen Tajamar (ITGT) in Madrid und weitere Hochschulprojekte und setzten damit Maßstäbe für die Hochschularchitektur in Spanien.

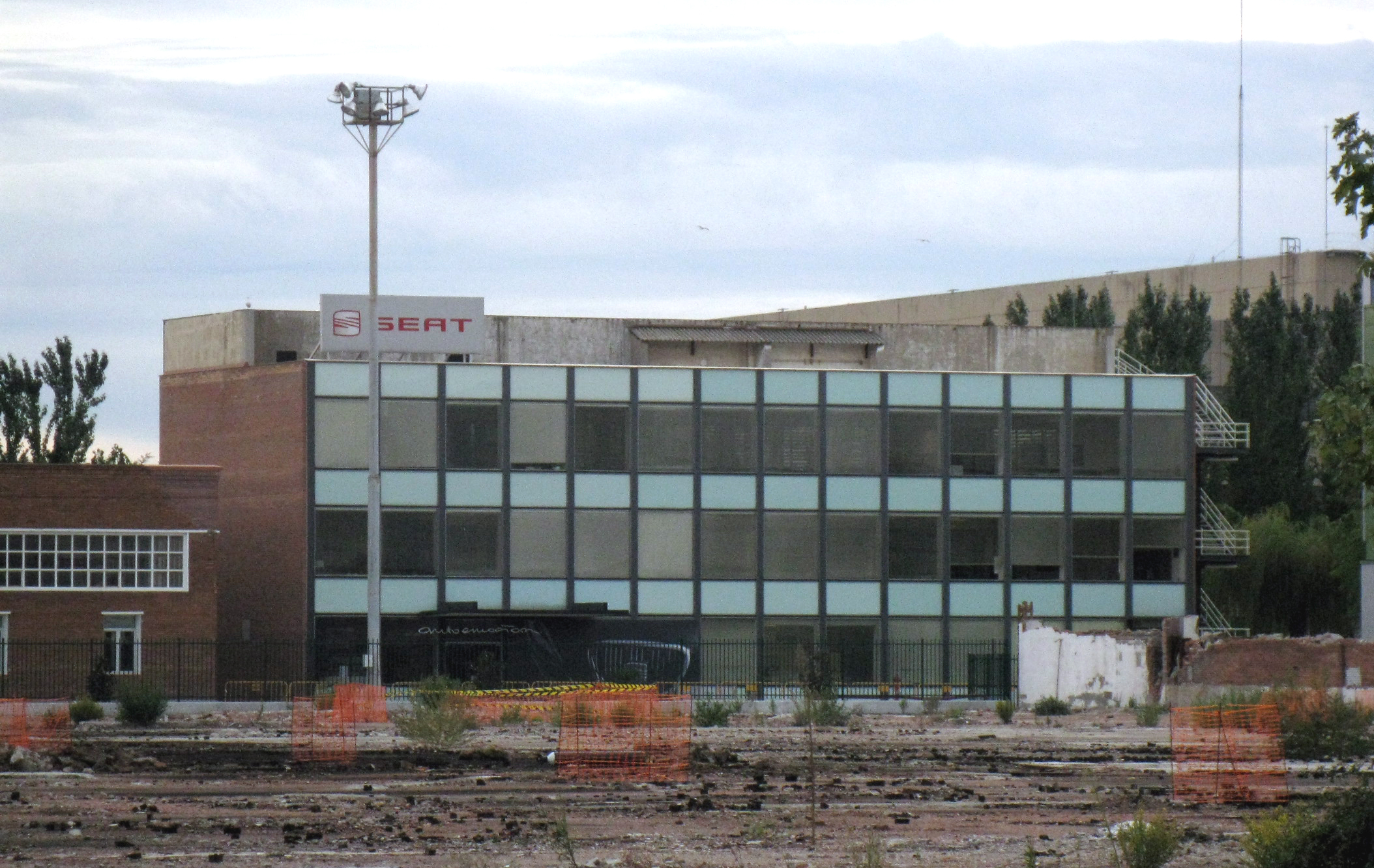
SEAT Laboratorien Barcelona
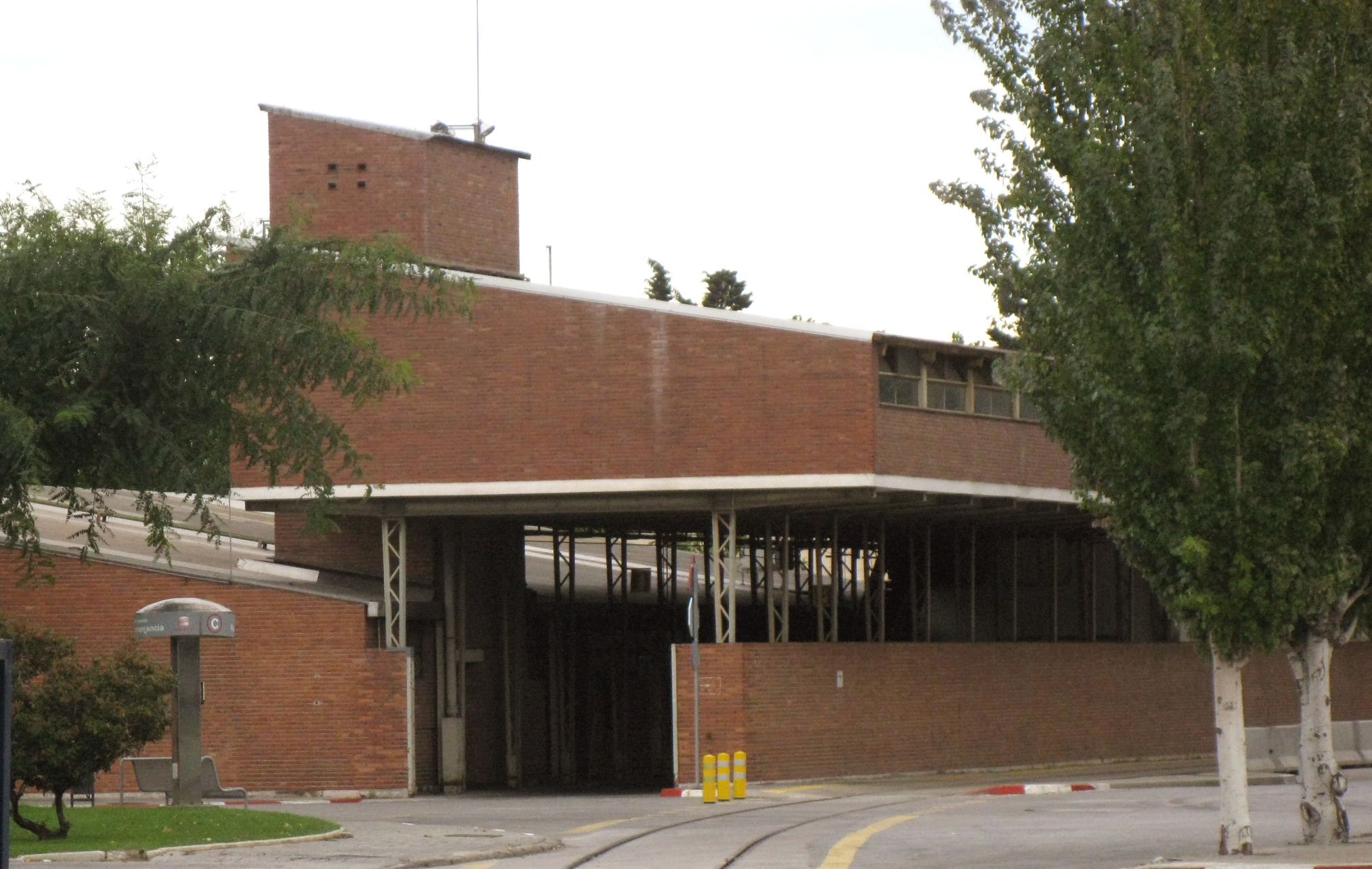
SEAT Werk Barcelona (Zona Franca) (1954–56)
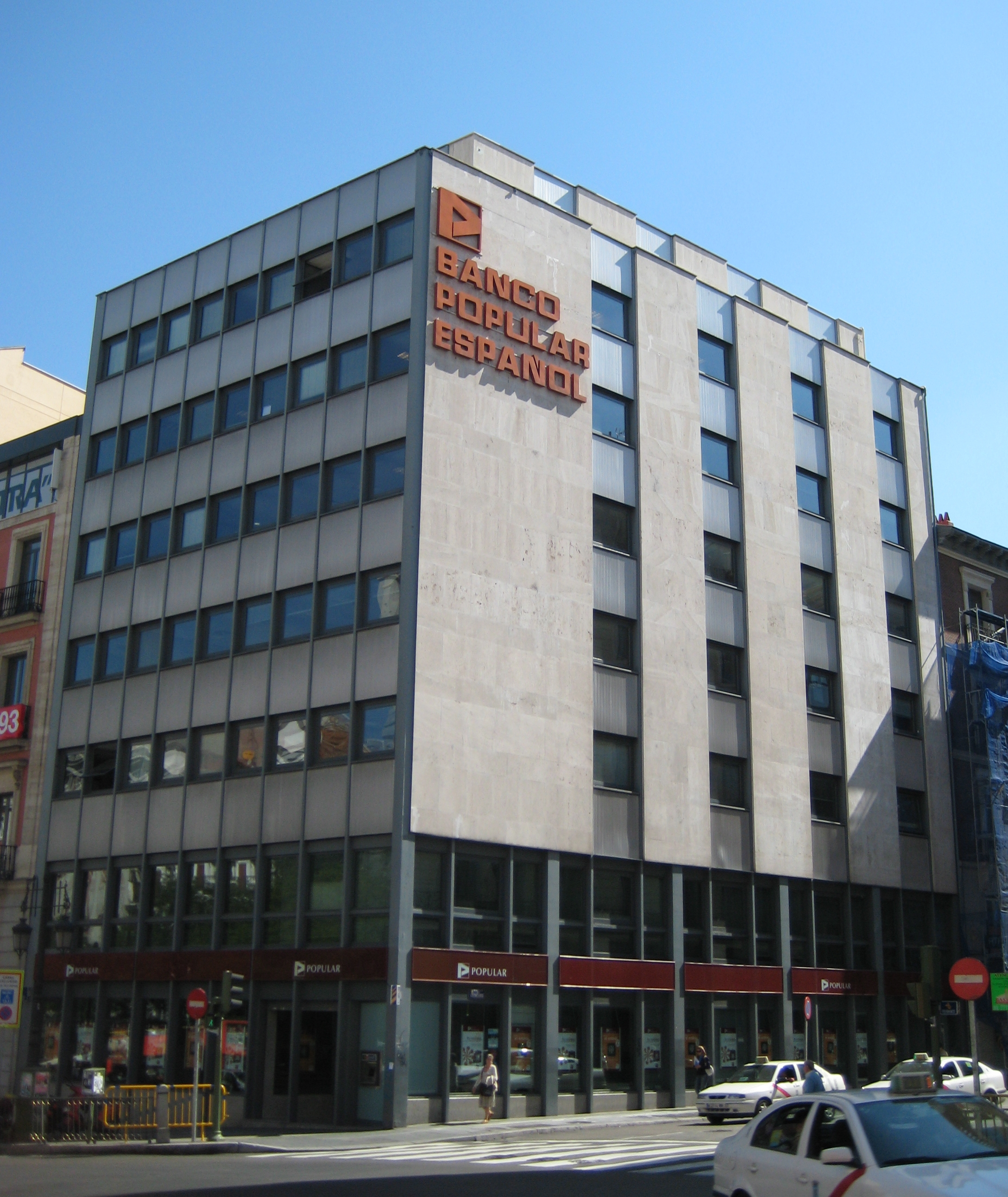
Banco Popular Español Madrid

## Opus Dei
César Ortiz lernte 1945 Josemaría Escrivá de Balaguer kennen, den Gründer des Opus Dei. Noch im selben Jahr trat er dem Opus Dei bei. Fortan arbeiteten beide eng zusammen, sowohl am Sitz der Regionalleitung in Spanien wie auch in Rom, wo Escrivá seit 1946 lebte und sein Werk leitete. Nach Escrivás Tod 1975 berief ihn sein Nachfolger, Álvaro del Portillo, in die Zentralleitung der Laienorganisation, die 1982 von Johannes Paul II. zu einer so genannten Personalprälatur der römisch-katholischen Kirche erhoben wurde. Ortiz studierte Philosophie und Theologie und empfing 1983 durch Papst Johannes Paul II. im Petersdom die Priesterweihe.
Von 1984 bis 1996 war César Ortiz Regionalvikar der Prälatur Opus Dei in Deutschland mit Sitz in Köln. 1992 wurde er von Papst Johannes Paul II. zum päpstlichen Ehrenprälaten ernannt.

## Schriften
- Dreissig Jahre spanische Architektur, in: Werk Nr. 6, Juni 1962
- Josemaría Escrivá, Profile einer Gründergestalt, Adamas Köln 2002, ISBN 3-925746-89-7
- Martin Lohmann: Ganz einfach heilig. Cesar Ortiz erzählt über seinen heiligen Freund Josemaría Escrivá. Christiana-Verlag, Kißlegg 2014, ISBN 978-3-7171-1226-6
(Rezension von Franz Norbert Otterbeck im Journal 4/2014 (PDF; 4,5 MB) des Bundes Katholischer Unternehmer, S. 26)